# Schalbach
Schalbach – miejscowość i gmina we Francji, w regionie Grand Est, w departamencie Mozela.
Według danych na rok 1990 gminę zamieszkiwało 300 osób, a gęstość zaludnienia wynosiła 24 osób/km² (wśród 2335 gmin Lotaryngii Schalbach plasuje się na 750. miejscu pod względem liczby ludności, natomiast pod względem powierzchni na miejscu 449.).